# یانووک (شهرستان گاروولین)
یانووک (به لاتین: Janówek) یک روستا در لهستان است که در گمینا ژلخوو واقع شده‌است. یانووک ۱۵۳ نفر جمعیت دارد.